# The Ballad of Curtis Loew
The Ballad of Curtis Loew è un brano musicale dei Lynyrd Skynyrd scritto da Allen Collins e Ronnie Van Zant.
La canzone è stata pubblicata per la prima volta nell'album del 1974 Second Helping, successivamente è stata inserita in numerose compilation della band. 

## Il testo
Il testo narra di un giovane ragazzo che tutte le mattine si sveglia presto e, con i soldi che incassa con dei piccoli lavoretti, si reca da un anziano signore afroamericano di nome Curtis Loew. Costui è un cantante blues e, ogni volta che incontra il giovane protagonista, gli suona sempre la sua musica con una chitarra Dobro in cambio di soldi. Il ragazzo va molto spesso a sentire Curtis suonare, nonostante abbia ricevuto rimproveri da sua madre; nonostante ciò, secondo il ragazzo Curtis Loew è  "il miglior suonatore che abbia mai fatto blues". Quando Curtis muore, nessuno partecipa al suo funerale e il narratore lamenta la sua scomparsa: "Vorrei che tu fossi qui, così tutti saprebbero che sei il miglior suonatore che abbia mai fatto blues".

## Formazione
- Ronnie Van Zant - voce solista
- Gary Rossington - chitarra solista
- Ed King - chitarra slide solista
- Al Kooper - pianoforte, chitarra acustica, accompagnamento vocale

## Cover
- Il gruppo Phish ha eseguito in più occasioni il brano
- Nel 2016, il gruppo Greensky Bluegrass si è aggregato a Jerry Douglas per eseguire la canzone al "Telluride Bluegrass Festival"
- Per l'album tributo ai Lynyrd Skynyrd ( "Sweet Home Alabama: The Country Music Tribute to Lynyrd Skynyrd"), il cantante il cantante Eric Church ha realizzato una cover del brano